# 日本再建イニシアティブ
一般財団法人日本再建イニシアティブ（英語：Rebuild Japan Initiative Foundation、通称RJIF）は、2011年9月に設立された、日本の独立系のシンクタンクである。福島原発事故独立検証委員会（民間事故調）の実施機関。理事長は元朝日新聞主筆の船橋洋一。現在はアジア・パシフィック・イニシアティブとなっている。

## 概要
2011年9月に設立。福島原発事故独立検証委員会（民間事故調）が第1弾のプロジェクト。民間事故調の他、複数のプロジェクトを実施している。近藤正晃ジェームスが専務理事として、新浪剛史などが理事として加わっている。2013年、米国ペンシルヴァニア大学の「シンクタンク・市民社会プログラム（TTCSP）」が発表した「2012年世界シンクタンク・ランキング」の「政策研究・レポート部門」第24位。

## 財団主要メンバー
- 理事長
  - 船橋洋一（元朝日新聞主筆）
- 専務理事
  - 近藤正晃ジェームス（Twitter, Inc副社長、Twitter Japan株式会社会長）
- 理事	
  - 新浪剛史（元株式会社ローソン代表取締役CEO、現サントリーホールディングス株式会社代表取締役社長）
  - 高野真（株式会社アトミックスメディア 代表取締役CEO、フォーブスジャパン発行人兼編集長）
  - 江原伸好（ユニゾン・キャピタル株式会社代表取締役）
  - 谷家衛（あすかアセットマネジメント株式会社代表取締役会長）
  - 齋藤ウィリアム浩幸（株式会社インテカー代表取締役社長）
  - 佐藤輝英（BEENOS株式会社　ファウンダー）

- 評議員	
  - 長谷川閑史（武田薬品工業株式会社代表取締役会長）
  - 潮田洋一郎（株式会社LIXILグループ取締役会長）
  - 森浩生（森ビル株式会社取締役副社長執行役員）

- 監事	
  - 塩崎彰久（長島・大野・常松法律事務所パートナー弁護士）

- 特別招聘スカラー
  - カート・キャンベル（前米国務次官補　東アジア・太平洋担当、新米国安全保障研究所（CNAS）共同創立者および共同議長、アジアグループ会長兼CEO）
  - マイケル・グリーン（米戦略国際問題研究所上級副所長/アジア・日本部長、ジョージタウン大学准教授）

- シニア・フェロー
  - 伊藤穰一（MITメディアラボ所長）

## 沿革
- 2011年
  - 9月 - 日本再建イニシアティブ正式設立。
  - 9月 - 福島原発事故独立検証委員会が検証を開始[4]
- 2012年
  - 2月 - 福島原発事故独立検証委員会 調査・検証報告書が発表[5]。
  - 3月 - 同報告書をディスカヴァー・トゥエンティワン社より刊行。
  - 6月 - 東京大学理学系・工学系研究科との共催でシンポジウム　「日本再建のための危機管理 〜復元力ある社会を目指して〜」が開催[6]。
  - 8月 - 危機管理、組織、リーダーシップに関するセミナーがアカデミーヒルズにて開催（ゲストスピーカー：野中郁次郎）[7]。
- 2013年
  - 1月 - 米国ペンシルヴァニア大学の「シンクタンク・市民社会プログラム（TTCSP）」が発表した「2012年世界シンクタンク・ランキング」にて、「政策研究・レポート部門」第24位。
  - 2月 - CLSA Investor Forum Japan 2013にて、日本の危機管理体制についてのパネルディスカッション開催。
  - 3月 - 「日本最悪のシナリオ　9つの死角 」が新潮社より発売[8]。
  - 4月 - ワシントンで開催された原子力委員会で民間事故調パネルセッションが開[9]。
  - 6月 - カート・キャンベル、マイケル・グリーンが特別招聘スカラーに就任[10]。
  - 7月 - アカデミーヒルズにて、セミナー「『日本最悪のシナリオ』に学ぶ危機管理とリーダーシップ 〜いかに「最悪」を回避するのか〜」が開催[7]。
  - 9月 - 「民主党政権　失敗の検証」（中公新書）を中央公論新社を刊行[11]
  - 12月 - 中央公論2014年1月号で「民間版日本の国家安全保障戦略：静かな抑止力を構築する」掲載[12]。

- 2014年
  - 3月 - 民間事故調レポート英語版　”The Fukushima Daiichi Nuclear Power Station Disaster: Investigating the Myth and Reality”が英ルートレッジ社より刊行。[13]。
  - 3月 - 福島第一原発事故に関する３事故調委員長及びグレゴリー・ヤツコが参加した記者会見「福島原発事故から３年経つ今、われわれは何を学んだか」開催[14]。
  - 3月 - 東京大学政策ビジョン研究センターとの共催により、『東日本大震災3周年国際シンポジウム 〜リスク・ガバナンス・リーダーシップ〜』が開催。
  - 3月 - 危機管理プロジェクト報告書の英語版　”Japan in Peril : 9 Crisis Scenarios”がCLSA Hong Kongより刊行。

## 主なプロジェクト

### 福島原発事故検証委員会（民間事故調)
2011年9月よりプロジェクト開始。東日本大震災に端を発した東京電力・福島第一原子力発電所の原子力災害の原因究明と事故対応の経緯について検証を実施。「福島原発事故独立委員会調査・検証報告書」と題した報告書がディスカヴァー・トゥエンティワン社から発行されている。2014年3月、英語版 “The Fukushima Daiichi Nuclear Power Station Disaster: Investigating the Myth and Reality”刊行。
- 有識者委員会：
  - 委員長 北澤宏一（前科学技術振興機構理事長）
  - 委員 遠藤哲也（元国際原子力機関理事会議長）
  - 委員 但木敬一（弁護士、元検事総長）
  - 委員 野中郁次郎（一橋大学名誉教授）
  - 委員 藤井眞理子（東京大学先端科学技術センター教授）
  - 委員 山地憲治（地球環境産業技術研究機構研究所長）

### 日本再建のための危機管理
日本の危機管理体制の脆弱性を検証し、課題を抽出するとして2012年5月にスタート。尖閣衝突、国債暴落、首都直下地震、サイバーテロ、パンデミック、エネルギー危機、北朝鮮崩壊、核テロ、人口衰弱といった9つの危機をケーススタディとして取り上げ、テーマ毎に、現在の危機管理体制の課題を提示。2013年3月に『日本最悪のシナリオ　9つの死角』新潮社刊行。
- プロジェクト・メンバー
  - 天児慧（【尖閣衝突】早稲田大学大学院アジア太平洋研究科教授、現代中国研究所所長）
  - 祝迫得夫（【国際暴落】一橋大学経済研究所教授）
  - 永松伸吾（【首都直下地震】関西大学社会安全学部・大学院社会安全研究科准教授）
  - 名和利男（【サイバーテロ】株）サイバーディフェンス研究所情報分析官 部長／上級分析官）
  - 浦島充佳（【パンデミック】東京慈恵会医科大学准教授　分子疫学研究室室長、小児科学講座医長）
  - 田中浩一郎（【エネルギー危機】（財）日本エネルギー経済研究所常務理事兼中東研究センター長）
  - 宮坂直史（【核テロ】防衛大学校 総合安全保障研究科教授）
  - 竹内幹（【人口衰弱】一橋大学大学院経済学研究科准教授）
  - 梅山吾郎（【法制度】コンサルタント）
  - 蛭間芳樹（【官民協調】株式会社日本政策投資銀行環境・CSR部BCM格付主幹）
  - 秋山信将（【対外戦略】一橋大学大学院法学研究科および国際・公共政策大学院教授）
  - 塩崎彰久（【官邸】長島・大野・常松法律事務所パートナー弁護士）
  - 秋山美紀（【コミュニケーション】慶應義塾大学環境情報学部兼政策・メディア研究科准教授）
  - 藤吉雅春（【エディター】ジャーナリスト）

### 検証 民主党政権
2009年9月から2012年12月までの民主党政権を、政策、統治、政党運営などの様々な観点から検証。2013年9月、『民主党政権　失敗の検証』（中央公論新社）刊行。
- プロジェクト・メンバー
  - 中野晃一（【政党理論、全体】上智大学教授）
  - 神保謙（【外交、安保】慶應大学総合政策学部准教授）
  - 塩崎彰久（【政・官、官邸機能】長島・大野・常松法律事務所パートナー弁護士）
  - 中北浩爾（【日本政治】一橋大学大学院社会学研究科教授）
  - 田中秀明（【財政】明治大学専門職大学院ガバナンス研究科教授）
  - 萩原久美子（【労働、生活保障とジェンダー】下関市立大学経済学部教授）
  - フィリップ・リプシー（【選挙】スタンフォード大学政治学部助教授）
  - 村井哲也（【選挙】明治大学法学部非常勤講師）
  - 大軒由敬（【エディター】前朝日新聞社論説主幹）

### 失われた20年の検証
国際情勢、人口構造、労働形態、女性の生き方、世代間格差、国の財政、技術革新などの切り口から、「失われた20年」の課題と日本再建のための方策を探るプロジェクト。
- プロジェクト・メンバー
  - 清家篤（【人口、社会経済構造】慶應義塾長）
  - アダム・ポーゼン（【金融・財政赤字】ピーターソン国際経済研究所（PIIE）所長）
  - ケネス・カトナー（【金融・財政赤字】ウィリアムズ・カレッジ経済学部教授）
  - 小林慶一郎（【企業競争力（マクロ）】慶應義塾大学経済学部教授）
  - 冨山和彦（【企業競争力（ミクロ）】株式会社経営共創基盤（IGPI）代表取締役CEO）
  - アンドルー・ゴードン（【グローバリゼーション（労働、雇用）】ハーバード大学歴史学部教授）
  - 待鳥聡史（【政治】　京都大学大学院法学研究科および公共政策大学院教授）
  - 北澤宏一（【福島原発事故とエネルギー政策】東京都市大学学長、独立行政法人科学技術振興機構前理事長）
  - 苅谷剛彦（【教育】オックスフォード大学社会学科および現代日本研究所教授）
  - マイケル・グリーン（【湾岸戦争、PKO】戦略国際問題研究所（CSIS）上級副所長/アジア・日本部長、ジョージタウン大学外交政策学部准教授）
  - 東郷和彦（【歴史問題】京都産業大学教授、同大学世界問題研究所所長）
  - ピーター・ドライズデール（【日本の自由貿易】オーストラリア国立大学クロフォード政治経済研究所名誉教授、同大学東アジア経済研究所所長）
  - シロウ・アームストロング（【日本の自由貿易】オーストラリア国立大学クロフォード政治経済研究所主任研究員）
  - シーラ・スミス（【沖縄（日米同盟）】国際問題評議会シニア・フェロー）
  - 白石隆（【東アジアにおける中国】政策研究大学院大学（GRIPS）学長、JETROアジア経済研究所所長）
  - 秋山信将（【国際社会での日本の地位】一橋大学大学院法学研究科および国際・公共政策大学院教授）
  - ジョン・アイケンベリー（【日本と思想・価値観】プリンストン大学ウッドロー・ウィルソン公共政策大学院教授）
  - バラク・クシュナー（【エディター】ケンブリッジ大学アジア・中東学部日本学科シニア・レクチャラー）

### 日米戦略ビジョンプログラム
国際環境の激変の下で日米関係が歴史的な挑戦に直面する中、日米の新戦略を探究するプロジェクト。「『民間版　日本の国家安全保障戦略』の提唱」が中央公論2014年1月号に掲載。
- プロジェクト・メンバー
  - 神保謙（【エディター】慶應義塾大学総合政策学部准教授）
  - 秋山信将（一橋大学大学院法学研究科および国際・公共政策大学院教授）
  - 中山俊宏（慶應義塾大学総合政策学部教授）
  - 相沢伸広（日本貿易振興機構（JETRO）アジア経済研究所研究員）
  - 小谷哲男（日本国際問題研究所研究員）
  - 小林良和（日本エネルギー経済研究所石油グループマネージャー研究主幹）
  - 塩崎彰久（長島・大野・常松法律事務所パートナー弁護士）
  - 寺田貴（同志社大学法学部教授）
  - 中西嘉宏（京都大学東南アジア研究所准教授）
  - 土野レオナード・ビクター賢（慶應義塾大学大学院システムデザイン・マネジメント研究科准教授）
  - 松田康博（東京大学大学院情報学環教授）
  - 渡辺靖（慶應義塾大学環境情報学部教授）
  - マイケル・グリーン（米戦略国際問題研究所（CSIS）上級副所長/アジア・日本部長、ジョージタウン大学准教授）
  - カート・キャンベル（前米国務次官補東アジア・太平洋担当、新米国安全保障研究所（CNAS）共同創立者および共同議長、アジアグループ会長兼CEO）